# Sant Vicenç de Fals
Sant Vicenç de Fals és una església del municipi de Fonollosa (Bages) inclosa en l'Inventari del Patrimoni Arquitectònic de Catalunya.

## Descripció
És un temple parroquial d'una sola nau, amb capelles laterals, sagristia i campanar al mur de tramuntana; aquest és de planta quadrada amb quatre obertures per les campanes. L'església no té absis i té la porta d'entrada al mur de migdia. Forma un conjunt amb la rectoria veïna. El temple està dedicat a sant Vicenç d'Osca.

## Història
Dins el recinte del Castell de Fals, sempre va ser l'església parroquial de Fals. A causa del seu mal estat, cap als anys 90 el servei parroquial es va traslladar de lloc a un temple nou al raval de Fals. Cada gener s'hi celebra la festa d'hivern de Fals en honor de Sant Vicenç. L'església és documentada el 1016. Des de l'any 1220 és documentat l'altar de St. Nicolau. L'edifici actual data del segle xvii (1647) segons consta en la inscripció de la façana «TEMPLUM HOC REEDIFFICATU FUIT ANNO DOMINI 1647», conserva elements gòtics i fou ampliada a final del segle xix, segle en què es va construir el cementiri. Del temple romànic no queda gaire, excepte el lloc de la típica entrada a migdia.
L'interior de l'església va patir incendia a començament de la Guerra Civil als anys 30 del segle xx. La nau central de l'església s'ha adequat com a espai d'ús públic el 2014 i se'n va restaurar el cor. El 2021 s'ha llençat un projecte de restauració exterior que es van acabar el 2023.